# اونو، فوکوئی
اونو در استان فوکوئی در کشور ژاپن واقع شده‌است  که دارای جمعیت ۳۶٬۷۶۳ نفر و مساحت ۸۷۲٫۳۰ کیلومتر مربع با تراکم جمعیت ۴۲٫۱  نفر در کیلومترمربع است و در تاریخ ۱ ژوئیه ۱۹۵۴ به عنوان شهر شناخته شد.